# Lorenzo Sonego
Lorenzo Sonego (Torino, 11 maggio 1995) è un tennista italiano.
Soprannominato Sonny, in singolare ha vinto 4 tornei ATP in tutti gli ambienti di gioco attualmente in uso (cemento indoor, cemento outdoor, terra battuta ed erba). Vanta come migliore classifica la 21ª posizione raggiunta nell'ottobre 2021. In doppio ha conquistato due titoli ATP e ha raggiunto la 60ª posizione il 12 settembre 2022.
Nei tornei del Grande Slam il suo miglior risultato è stato il quarto di finale raggiunto agli Australian Open 2025. Nel 2023 ha contribuito sia in singolare sia in doppio alla conquista della seconda Coppa Davis da parte della nazionale italiana.

## Biografia
Figlio di Giorgio e Federica, la scelta di intraprendere la carriera tennistica è stata influenzata dal padre. Cresce avendo come idoli Roger Federer e Jo-Wilfried Tsonga, nonché il calciatore Ronaldinho. È un grande tifoso del Toro e spesso lo ha omaggiato in interviste e usando, nel periodo del COVID-19, una mascherina personalizzata del Toro.

## Carriera

### 2013-2015: esordi e primi titoli ITF Futures
Nel settembre 2013 debutta tra i professionisti con una sconfitta nel torneo di doppio del Futures Italy F27. Inizia a giocare con continuità nel circuito a partire dalla sua seconda apparizione, che avviene nel luglio 2014 al France F15, dove esordisce in singolare con una sconfitta e vince il suo primo incontro nel torneo di doppio. Vince per la prima volta in singolare in agosto all'Italy F25 e si spinge fino ai quarti di finale. In settembre raggiunge la semifinale del Futures Italy F30. La settimana dopo disputa a Biella il suo primo torneo Challenger, supera le qualificazioni e vince al primo turno del tabellone principale, venendo eliminato al secondo turno.
Nel marzo 2015 raggiunge la prima finale al torneo di doppio del Futures Turkey F12 in coppia con Edoardo Eremin, cedendo in tre set a Matteo Berrettini / Filippo Baldi. In maggio gioca la prima finale in singolare all'Italy F11 di Lecco e in settembre alza i primi trofei da professionista all'Italy F26 di Santa Margherita di Pula; trionfa in finale sia in singolare, battendo Daniel Altmaier, che in doppio, superando con Filippo Baldi la coppia Florian Fallert / Demian Raab. La settimana successiva si conferma campione di doppio a Pula, vincendo l'Italy F27 in coppia con Julian Ocleppo. Il mese dopo, sempre a Pula, vince di nuovo il titolo sia in singolare che in doppio all'Italy F32. Una settimana più tardi perde la finale dell'Italy F33. Nel corso dell'anno non va mai oltre il secondo turno nel circuito Challenger e finisce la stagione con il nuovo best ranking al 370º posto mondiale.

### 2016: esordio ATP
Nel 2016 si dedica quasi esclusivamente ai tornei Challenger. Ottiene il primo risultato importante all'Open Barletta battendo al secondo turno il nº 127 ATP Andrej Martin prima di cedere nei quarti al nº 120 Adam Pavlásek. Il suo esordio nel circuito ATP avviene in maggio con una wild card agli Internazionali d'Italia, dove al primo turno viene sconfitto in rimonta da João Sousa. I quarti di finale che raggiunge ad agosto nei Challenger di Cordenons e Manerbio gli consentono di arrivare al 259º posto del ranking. In novembre raggiunge la prima semifinale Challenger agli Internazionali di Ortisei e viene battuto dal nº 140 ATP Alessandro Giannessi.

### 2017: primo titolo Challenger
Nella prima parte della stagione 2017 viene sempre eliminato ai primi turni e in agosto scende alla posizione nº 446 del ranking. Rientra nel circuito Futures e il 1º ottobre vince l'Italy F31 a Pola battendo in finale Javier Marti. Due settimane dopo vince il suo primo titolo Challenger agli Internazionali di Ortisei; al primo turno batte per la prima volta un top 100, il nº 81 Norbert Gombos, e in finale supera Tim Pütz con il punteggio di 6–4, 6–4. La settimana successiva, dopo 9 successi consecutivi, perde 4–6, 6–3, 5–7 la finale dell'Ismaning Challenger contro Yannick Hanfmann. Migliora così il best ranking e, dopo le successive due finali Futures perse a Pula, a novembre sale al 204º posto mondiale. A fine mese vince il primo titolo Challenger in doppio ad Andria in coppia con Andrea Vavassori ed entra per la prima volta nella top 400 della specialità.

### 2018: primo quarto di finale ATP, secondo titolo Challenger e top 90
In gennaio supera per la prima volta le qualificazioni nel circuito maggiore all'Australian Open, battendo nell'ordine Thiago Monteiro, Mohamed Safwat e l'ex nº 17 del mondo Bernard Tomić. Fa così il suo debutto nel tabellone principale di uno Slam e vince il suo primo incontro ATP battendo Robin Haase, nº 43 del ranking, con il punteggio di 6–3, 7–5, 6–7, 7–5. Al secondo turno raccoglie solo 7 giochi contro Richard Gasquet. Grazie a questo risultato entra per la prima volta in top 200, alla 173ª posizione. Eliminato nelle qualificazioni all'ATP 250 di Sofia, raggiunge le semifinali al Challenger di Bergamo ed esce nelle qualificazioni anche a Monte Carlo e viene subito battuto da García-López. Supera invece con successo le qualificazioni a Budapest eliminando Melzer e Maden, sconfigge quindi Hurkacz e al secondo turno si prende la rivincita su Gasquet, conquistando i primi quarti di finale in carriera in un torneo ATP. Perde in tre set contro Aljaž Bedene e a fine torneo sale alla 141ª posizione nel ranking ATP.
Supera il torneo di pre-qualificazione e ottiene una wild card per il tabellone principale degli Internazionali d'Italia e al primo turno sconfigge in rimonta Adrian Mannarino ottenendo il primo successo in un Masters 1000, prima di essere eliminato da Peter Gojowczyk. Non supera invece le qualificazioni al Roland Garros. Al Queen's di Londra, nel suo debutto assoluto sull'erba, viene sconfitto da Taylor Fritz. Entra nel tabellone principale di Wimbledon come lucky loser e viene nuovamente sconfitto all'esordio da Taylor Fritz. Torna a giocare sulla terra rossa e rimedia altre due sconfitte al primo turno, a Bastad e ad Amburgo, mentre non va oltre il secondo turno a Kitzbühel.
Torna a giocare dopo quasi un mese agli US Open, dove viene ripescato come lucky loser e, al suo esordio nel tabellone principale, sconfigge in rimonta Gilles Müller, vincendo per la prima volta in carriera al 5º set. Al secondo turno viene eliminato in tre set da Karen Chačanov. La settimana successiva vince il Challenger da 127.000 euro di Genova sconfiggendo nell'ordine Stéphane Robert, Aleksej Vatutin, Hubert Hurkacz, Federico Delbonis e in finale Dustin Brown per 6–2, 6–1. A fine torneo fa il suo debutto tra i top 100 del ranking ATP, al 90º posto. Alla prima edizione del Challenger di Firenze esce in semifinale per mano di Pablo Andújar e a fine torneo porta il best ranking all'86º posto. Negli ultimi 5 tornei Challenger stagionali raggiunge solo una volta i quarti di finale e chiude l'anno alla 107ª posizione ATP.

### 2019: primo titolo ATP, quarti a Montecarlo e top 50
Inizia la stagione al Challenger di Playford come prima testa di serie e viene eliminato nei quarti da Mats Moraing, mentre non supera le qualificazioni agli Australian Open. All'ATP 250 di Cordoba concede solo 5 giochi a Pablo Andújar e al secondo turno viene sconfitto da Juan Ignacio Londero, futuro vincitore del torneo. Supera le qualificazioni a Buenos Aires, al primo turno del tabellone principale sconfigge in rimonta Nicolás Jarry e cede al secondo contro Roberto Carballés Baena. In febbraio partecipa per la prima volta a un torneo ATP 500 a Rio de Janeiro e viene eliminato al primo turno da Albert Ramos Viñolas. A San Paolo elimina Federico Delbonis prima di lasciare il passo a Leonardo Mayer al secondo turno. Al Challenger 125 di Phoenix viene sconfitto nei quarti da Matteo Berrettini, futuro vincitore del torneo, dopo aver eliminato al secondo turno il nº 37 del mondo Jérémy Chardy. Al torneo di Miami supera le qualificazioni e vince il suo secondo incontro nel tabellone principale di un Masters 1000 sconfiggendo Martin Kližan, nel turno seguente si arrende in due tie-break a John Isner, campione in carica e futuro finalista del torneo.
Anche al 250 di Marrakech supera le qualificazioni e raggiunge per la seconda volta in carriera i quarti di finale di un torneo ATP eliminando Laslo Đere e Robin Haase, prima di cedere in due set a Jo-Wilfried Tsonga, ex nº 5 del mondo. Al successivo torneo di Monte Carlo Masters 2019 raggiunge per la prima volta i quarti di finale in un Masters 1000. Supera le qualificazioni e fa il suo esordio assoluto nel main draw di questo evento eliminando Andreas Seppi e al secondo turno il nº 12 del mondo Karen Chačanov, il giocatore con la migliore classifica da lui battuto fino a quel momento. Gli ottavi lo vedono imporsi su Cameron Norrie e viene eliminato in due set da Dušan Lajović, finalista del torneo. Grazie ai risultati ottenuti nel Principato, il 22 aprile raggiunge la posizione nº 66 della classifica mondiale. Esce quindi al primo turno a Monaco, agli Internazionali d'Italia, a Ginevra e al suo esordio assoluto nel tabellone principale del Roland Garros. A Parigi termina invece al secondo turno la sua prima esperienza in doppio in una prova del Grande Slam, cui partecipa in coppia con Matteo Berrettini, dopo aver sconfitto al primo turno le teste di serie nº 2 Bruno Soares e Jamie Murray vengono eliminati da Guido Pella e Diego Schwartzman.
La sua stagione sull’erba comincia con le eliminazioni al primo turno a s-Hertogenbosch e nelle qualificazioni ad Halle. Il 29 giugno conquista nel 250 di Adalia il suo primo titolo ATP: al turno d’esordio vince contro João Sousa il suo primo incontro in assoluto sull'erba e nei due turni successivi si impone in rimonta su Prajnesh Gunneswaran e Adrian Mannarino. In semifinale supera in due set Pablo Carreño Busta e nell'atto conclusivo trionfa in tre set su Miomir Kecmanović, dopo aver salvato un match-point nella seconda partita, diventando il 25º tennista italiano a conquistare un titolo ATP nell'era Open, e il terzo a compiere l’impresa sull'erba. Grazie ai 250 punti conquistati, il 1º luglio sale alla posizione nº 46 della classifica mondiale. A Wimbledon esce di scena al primo turno. Al primo turno a Kitzbühel la spunta su Federico Delbonis in tre tie-break salvando otto match-point nel set decisivo. Salva un match-ball anche nel terzo set contro Roberto Carballés Baena nel quale era in svantaggio per 5 giochi a 2. Nei quarti sconfigge in due set l'ex nº 7 del mondo Fernando Verdasco per poi arrendersi in due set in semifinale a Dominic Thiem, nº 4 del ranking e futuro vincitore del torneo. Agli US Open entra per la prima volta nel tabellone principale per diritto di classifica e supera al primo turno Marcel Granollers, prima di arrendersi a Pablo Andújar. Bissa il successo dell'anno precedente al torneo di Genova (suo terzo Challenger in carriera) sconfiggendo in finale Alejandro Davidovich Fokina al tie-break del terzo set. Nell'ATP 250 di Metz esce al secondo turno per mano di Lucas Pouille. Eliminato al primo turno negli ultimi 5 tornei disputati in stagione, a novembre viene convocato per la prima volta nella squadra italiana di Coppa Davis per le sfide del Gruppo Mondiale, ma non disputa alcun incontro.

### 2020: campione assoluto d'Italia, ottavi al Roland Garros, finale di ATP 500 e top 40
Esce al turno di esordio anche nei primi 5 tornei stagionali, tra cui gli Australian Open. Dopo 10 eliminazioni consecutive al primo turno, torna al successo nell'ATP 500 di Rio de Janeiro eliminando prima Leonardo Mayer e nel secondo turno Dušan Lajović prima di arrendersi a Borna Ćorić. Dopo la pausa forzata dovuta alla pandemia di COVID-19, ritorna alle gare il 24 giugno in occasione dei ripristinati campionati italiani a Todi e sconfigge nell'ordine Andrea Pellegrino, Federico Arnaboldi, Lorenzo Musetti e in semifinale Lorenzo Giustino. In finale batte Andrea Arnaboldi con il punteggio di 6–4, 6–3, laureandosi campione italiano. Viene poi eliminato al primo turno al Masters 1000 di Cincinnati (giocato eccezionalmente a New York) e agli US Open. Agli Internazionali d'Italia, disputati in settembre, supera al primo turno Nikoloz Basilašvili per poi arrendersi a Casper Ruud. Al Roland Garros si spinge senza perdere alcun set fino agli ottavi di finale, suo miglior risultato in uno Slam, grazie ai successi su Emilio Gómez, Aleksandr Bublik e Taylor Fritz, contro il quale vince nel terzo set il tie-break più lungo della storia del torneo (19–17); a estrometterlo dal torneo è Diego Schwartzman.
All'ATP 500 di Vienna entra nel tabellone principale come lucky loser, al primo turno supera Dušan Lajović e al secondo Hubert Hurkacz in due tie-break. Nei quarti di finale vince il suo primo match contro un top 10, infliggendo al numero 1 della classifica mondiale Novak Đoković il punteggio più severo della sua carriera (6–2, 6–1) in un incontro al meglio dei tre set, diventando il sesto tennista italiano della storia a sconfiggere un numero 1 del ranking ATP. Nella sua prima semifinale ATP sul cemento si impone in due set su Daniel Evans. La sua seconda finale in carriera (la prima a livello ATP 500) lo vede soccombere in due set ad Andrej Rublëv. Con questi risultati porta il best ranking alla 32ª posizione mondiale. Chiude la stagione con l'eliminazione al secondo turno del Masters 1000 di Parigi Bercy.

### 2021: secondo titolo ATP, semifinale a Roma, ottavi a Wimbledon e 21º nel ranking
All'esordio stagionale esce al primo turno al Murray River Open, mentre agli Australian Open batte Sam Querrey al primo turno prima di cedere a Feliciano López, nonostante due set di vantaggio. A Montpellier sconfigge Hugo Gaston e al secondo turno Sebastian Korda e nei quarti di finale viene eliminato da David Goffin. Si spinge fino al quarto turno nel Masters 1000 di Miami e viene eliminato da Stefanos Tsitsipas. Conquista il suo secondo titolo ATP (il primo sulla terra rossa) al 250 di Cagliari; usufruisce di un bye al primo turno, al secondo supera Gilles Simon e nei quarti Yannick Hanfmann in rimonta dopo una battaglia di quasi tre ore. In semifinale ha la meglio in tre set su Taylor Fritz e nell'atto conclusivo trionfa in rimonta su Laslo Đere. Nello stesso torneo conquista il suo primo titolo ATP in doppio, in coppia con Andrea Vavassori, sconfiggendo in finale Simone Bolelli e Andrés Molteni. Con questi risultati migliora il best ranking in entrambe le specialità, portandosi al 28º posto in singolare e al 132º in doppio.
Al Masters 1000 di Monte Carlo viene eliminato al secondo turno da Alexander Zverev. Qualche giorno dopo subisce un infortunio a un dito che lo costringe a un periodo di convalescenza. Torna in campo dopo quasi un mese agli Internazionali d'Italia e approda in semifinale; al primo turno supera Gaël Monfils in tre set e al secondo Gianluca Mager. Negli ottavi di finale la spunta sul nº 4 del mondo Dominic Thiem dopo aver annullato un match-point, e nei quarti elimina in rimonta il nº 7 Andrej Rublëv, terzo top 10 da lui sconfitto in carriera. A impedirgli l'ingresso in finale è il numero 1 ATP Novak Djokovic, che lo supera in tre set dopo un incontro di quasi tre ore. A fine torneo sale al 26º posto mondiale. Dopo tre eliminazioni consecutive al primo turno, compresa quella al Roland Garros, al 250 di Eastbourne raggiunge la sua quarta finale in carriera, la seconda sull'erba, grazie ai successi su John Millman, Aleksandr Bublik e Max Purcell. Nell'atto conclusivo si arrende ad Alex De Minaur al tie-break del set decisivo. Vince il primo incontro in carriera a Wimbledon superando Pedro Sousa in tre set, elimina poi Daniel Elahi Galán e James Duckworth ed esce negli ottavi di finale per mano di Roger Federer in 3 set.
Alle Olimpiadi di Tokyo viene eliminato al secondo turno da Nikoloz Basilašvili. Raggiunge gli ottavi di finale a Cincinnati con i successi su Carlos Alcaraz e Tommy Paul prima di arrendersi a Stefanos Tsitsipas, mentre esce al primo turno agli US Open per mano del qualificato Oscar Otte. Raggiunge i quarti di finale a San Diego grazie ai successi su Nikoloz Basilašvili e Sebastian Korda, cui fa seguito la sconfitta contro il nº 10 del mondo Casper Ruud; a fine torneo porta il best ranking alla 21ª posizione mondiale. Il 26 novembre debutta in Coppa Davis sconfiggendo in due set Reilly Opelka nella sfida vinta dall'Italia sugli Stati Uniti. Con il successo in tre set sul colombiano Nicolas Mejia, contribuisce alla qualificazione ai quarti di finale contro la Croazia, dove la sua sconfitta contro Borna Gojo risulta determinante per l'eliminazione dell'Italia.

### 2022: terzo titolo ATP in singolare, secondo titolo ATP in doppio e semifinale di Coppa Davis
Dopo i quarti raggiunti all'esordio stagionale a Sydney, viene eliminato al terzo turno agli Australian Open da Miomir Kecmanović. Raggiunge la semifinale a Buenos Aires eliminando Sebastián Báez e Fernando Verdasco, prima di cedere a Diego Schwartzman. Nei tornei successivi raggiunge il terzo turno soltanto a Barcellona e al Roland Garros, dove cede al quinto set al nº 8 del mondo Casper Ruud, finalista del torneo. Sull'erba di Stoccarda elimina Benoît Paire e Jan-Lennard Struff e nei quarti di finale viene sconfitto in tre set da Matteo Berrettini, futuro vincitore del torneo. Esce al secondo turno al Queen's per mano di Alex de Minaur. A Wimbledon supera Denis Kudla e Hugo Gaston per poi arrendersi a Rafael Nadal che gli concede soltanto sette giochi. Torna a mettersi in luce in doppio, si era già spinto fino ai quarti a Barcellona e a luglio raggiunge la semifinale con Vavassori a Gstaad; la settimana dopo trionfa a Kitzbühel assieme a Pedro Martínez sconfiggendo in finale Michael Venus / Tim Pütz e porta il best ranking di doppio al 60º posto.
Non consegue risultati di rilievo in singolare nei tornei di quel periodo tra cui gli US Open, dove esce al primo turno contro Jordan Thompson nonostante un vantaggio di due set.
Si riscatta con la conquista del singolare al Moselle Open 2022 di Metz e quindi del suo terzo titolo ATP Tour in carriera, il primo su cemento indoor. Giunge in finale senza perdere alcun set, eliminando nell'ordine Aslan Karatsev, Gilles Simon, Sebastian Korda e in semifinale il nº 10 del mondo Hubert Hurkacz. Nell'ultimo atto trionfa su Aleksandr Bublik col punteggio di 7–6(3), 6–2. Nel successivo 250 di Sofia si arrende negli ottavi finale a Holger Rune, che interrompe una serie di 6 incontri e 13 set consecutivi vinti da Sonego. Eliminato al primo turno negli ultimi 4 tornei stagionali, scende in campo nei vittoriosi quarti di finale di Coppa Davis contro gli Stati Uniti e sconfigge il nº 19 del mondo Frances Tiafoe. La vittoria in semifinale contro il nº 18 Denis Shapovalov sarà l'unica ottenuta dall'Italia nella sfida persa contro il Canada.

### 2023: trionfo in Coppa Davis e ottavi al Roland Garros
Eliminato al primo turno nei primi due tornei stagionali, agli Australian Open viene sconfitto al secondo turno da Hubert Hurkacz in cinque set. A Montpellier elimina Benjamin Bonzi e Filip Krajinović ed esce di scena nei quarti di finale per mano di Jannik Sinner, vincitore del torneo. In febbraio subisce altre due sconfitte al primo turno e scende alla 71ª posizione mondiale, la peggiore dal giugno 2019. Si risolleva raggiungendo i quarti di finale al 500 di Dubai, dove viene eliminato da Alexander Zverev dopo aver sconfitto il nº 9 del mondo Félix Auger-Aliassime. Rientra nella top 50 spingendosi fino agli ottavi di finale a Miami, grazie ai successi su Dominic Thiem, Daniel Evans e Frances Tiafoe, prima di cedere a Francisco Cerúndolo.
A Monte Carlo supera in tre set il qualificato Ugo Humbert e al secondo turno raccoglie cinque giochi contro il nº 5 del mondo e testa di serie nº 3 Daniil Medvedev. Si ferma al secondo turno anche a Monaco, sconfitto da Cristian Garín. Agli Internazionali d'Italia esce nei sedicesimi di finale contro Stefanos Tsitsipas, mentre al Roland Garros si spinge per la seconda volta in carriera fino agli ottavi di finale, elimina Ben Shelton, Ugo Humbert e il nº 7 del mondo Andrey Rublëv, prima di cedere in quattro set a Karen Chačanov. A Wimbledon viene eliminato al primo turno da Matteo Berrettini in quattro set. A Umago raggiunge la semifinale battendo Marco Cecchinato e Jaume Munar, per poi essere sconfitto da Stan Wawrinka.
Agli US Open esce al secondo turno per mano di Jannik Sinner. Nella fase a gironi di Coppa Davis a Bologna, nella sfida contro il Canada perde contro Alexis Galarneau. Contro il Cile vince il singolare contro Nicolás Jarry e il doppio insieme a Lorenzo Musetti contro Marcelo Tomás Barrios Vera / Alejandro Tabilo. Il punto conquistato a spese di Elias Ymer nella sfida contro la Svezia contribuisce alla qualificazione dell'Italia ai quarti di finale di Malaga. A novembre, insieme a Jannik Sinner, vince il doppio contro i Paesi Bassi nei quarti di finale, e contro la Serbia in semifinale, contribuendo alla vittoria della seconda Coppa Davis da parte della nazionale italiana, 47 anni dopo la prima conquistata in Cile.

### 2024: quarto titolo ATP
Nella United Cup subisce due sconfitte in singolare e una in doppio misto. Al 250 di Adelaide supera al primo turno Yannick Hanfmann, annullando due match point, e viene poi sconfitto da Sebastian Korda. Agli Australian Open supera al primo turno Daniel Evans per poi cedere al nº 2 del mondo Carlos Alcaraz. A febbraio raggiunge in coppia con Musetti la sua terza finale ATP in doppio a Doha e vengono sconfitti da Jamie Murray e Michael Venus. Il miglior risultato nei sei tornei successivi sono i quarti di finale raggiunti a Marrakech, dove viene sconfitto in due set da Matteo Berrettini, futuro vincitore del torneo. A fine marzo annuncia la fine della collaborazione con il coach Gipo Arbino, che lo seguiva da quando Sonego aveva 11 anni, sostituito il 15 aprile da Fabio Colangelo.
Nel 1000 di Monte Carlo viene eliminato nelle qualificazioni e ripescato come lucky loser, beneficia di un bye al primo turno e nei sedicesimi di finale batte in due set Félix Auger-Aliassime per poi arrendersi in tre set a Ugo Humbert. Nel successivo 1000 di Madrid al primo turno supera Richard Gasquet in due set, per poi cedere 6–0, 6–3 contro Jannik Sinner. Esce al primo turno a Roma e Lione, mentre al Roland Garros supera Humbert e perde al secondo turno contro Zhang. Si ferma al secondo turno anche nei tre tornei disputati sull'erba, in particolare a Wimbledon, dove elimina Navone e perde contro Bautista Agut. Torna a disputare un quarto di finale a Umago superando Müller e viene eliminato in tre set da Cerundolo. 
Debutta nei tornei americani nel Masters 1000 di Montréal battendo Griekspoor e viene sconfitto al secondo turno da Tabilo; non supera le qualificazioni nel successivo Masters di Cincinnati. Il 24 agosto conquista al 250 di Winston-Salem il suo quarto titolo ATP in singolare, diventando il secondo italiano dopo Sinner ad aver vinto almeno un torneo su 4 diverse superfici. Senza perdere un set elimina Dominic Stricker, accede ai quarti per il forfait di Shang Juncheng e ha la meglio su Pavel Kotov e David Goffin. In finale concede supera Alex Michelsenper 6-0, 6-3. Agli US Open esce al primo turno per mano di Tommy Paul. Negli ultimi tornei stagionali raggiunge il secondo turno in due sole occasioni.

### 2025: quarti di finale agli Australian Open, ottavi a Wimbledon
Eliminato al secondo turno nei primi due tornei stagionali, raggiunge per la prima volta i quarti di finale in una prova del Grande Slam agli Australian Open 2025; viene eliminato da Ben Shelton dopo aver sconfitto Wawrinka, il talento emergente João Fonseca, Fabian Marozsan e Learner Tien. A fine torneo risale alla 35ª posizione ATP. Nei mesi successivi raccoglie soprattutto sconfitte e i risultati di maggiore rilievo sono i quarti di finale raggiunti a Marsiglia e i secondi turni al Miami Open e al Madrid Open.
A Wimbledon, grazie alla vittoria al terzo turno ottenuta nel tie-break del quinto set contro lo statunitense Brandon Nakashima in poco più di cinque ore di gioco, raggiunge gli ottavi di finale dopo quattro anni, dove viene sconfitto ancora una volta dall'americano Ben Shelton al quarto set, dopo aver vinto il primo set. Nel Masters di Cincinnati arriva al terzo turno, dove viene battuto in due set dal n.4 del mondo Taylor Fritz, incontro caratterizzato da più di un'ora di sospensione per via di un blackout che ha colpito il torneo.

## Vita privata
Dal 2019 è fidanzato con la concittadina Alice Petruccioli.

## Caratteristiche tecniche e stile di gioco
Dotato di un ottimo servizio e di un dritto potente e efficace, ha con il tempo migliorato anche il rovescio, riuscendo così ad entrare tra i migliori 30 tennisti del mondo. Nonostante giochi prevalentemente da fondocampo, possiede buone capacità anche a rete. Gioca il rovescio a due mani ma non di rado anche a una.

## Statistiche

### Singolare

#### Vittorie (4)
| Legenda              |
| Grande Slam (0)      |
| ATP Finals (0)       |
| ATP Masters 1000 (0) |
| ATP Tour 500 (0)     |
| ATP Tour 250 (4)     |

| N. | Data              | Torneo                            | Superficie  | Avversario in finale | Punteggio           |
| 1. | 29 giugno 2019    | Antalya Open, Adalia              | Erba        | Miomir Kecmanović    | 6(5)–7, 7–6(5), 6–1 |
| 2. | 11 aprile 2021    | Sardegna Open, Cagliari           | Terra rossa | Laslo Đere           | 2–6, 7–6(5), 6–4    |
| 3. | 25 settembre 2022 | Moselle Open, Metz                | Cemento (i) | Aleksandr Bublik     | 7–6(3), 6–2         |
| 4. | 24 agosto 2024    | Winston-Salem Open, Winston-Salem | Cemento     | Alex Michelsen       | 6–0, 6–3            |

#### Finali perse (2)
| Legenda              |
| Grande Slam (0)      |
| ATP Finals (0)       |
| ATP Masters 1000 (0) |
| ATP Tour 500 (1)     |
| ATP Tour 250 (1)     |

| N. | Data             | Torneo                               | Superficie  | Avversario in finale | Punteggio        |
| 1. | 1º novembre 2020 | Vienna Open, Vienna                  | Cemento (i) | Andrej Rublëv        | 4–6, 4–6         |
| 2. | 26 giugno 2021   | Eastbourne International, Eastbourne | Erba        | Alex de Minaur       | 6–4, 4–6, 6(5)–7 |

### Doppio

#### Vittorie (2)
| Legenda doppio       |
| Grande Slam (0)      |
| ATP Finals (0)       |
| ATP Masters 1000 (0) |
| ATP Tour 500 (0)     |
| ATP Tour 250 (2)     |

| N. | Data           | Torneo                             | Superficie  | Compagno         | Avversari in finale           | Punteggio        |
| 1. | 10 aprile 2021 | Sardegna Open, Cagliari            | Terra rossa | Andrea Vavassori | Simone Bolelli Andrés Molteni | 6–3, 6–4         |
| 2. | 30 luglio 2022 | Austrian Open Kitzbühel, Kitzbühel | Terra rossa | Pedro Martínez   | Michael Venus Tim Pütz        | 5–7, 6–4, [10–8] |

#### Finali perse (2)
| Legenda doppio       |
| Grande Slam (0)      |
| ATP Finals (0)       |
| ATP Masters 1000 (1) |
| ATP Tour 500 (0)     |
| ATP Tour 250 (1)     |

| N. | Data             | Torneo                      | Superficie | Compagno        | Avversari in finale        | Punteggio           |
| 1. | 25 febbraio 2024 | Qatar Open, Doha            | Cemento    | Lorenzo Musetti | Jamie Murray Michael Venus | 6(0)–7, 6–2, [8–10] |
| 2. | 17 agosto 2025   | Cincinnati Open, Cincinnati | Cemento    | Lorenzo Musetti | Nikola Mektić Rajeev Ram   | 6–4, 3–6, [5–10]    |

### Tornei minori

#### Singolare

##### Vittorie (6)
| Legenda                   |
| ------------------------- |
| Challenger (3)            |
| ITF World Tennis Tour (3) |

| N. | Data              | Torneo                                              | Superficie  | Avversari in finale         | Punteggio        |
| 1. | 13 settembre 2015 | F26 Italia, Santa Margherita di Pula                | Terra rossa | Daniel Altmaier             | 7–5, 6–4         |
| 2. | 25 ottobre 2015   | F32 Italia, Santa Margherita di Pula                | Terra rossa | George Von Massow           | 6–4, 6–1         |
| 3. | 1º ottobre 2017   | F31 Italia, Santa Margherita di Pula                | Terra rossa | Javier Marti                | 6–1, 3–1 rit.    |
| 4. | 15 ottobre 2017   | Internazionali Tennis Val Gardena Südtirol, Ortisei | Cemento (i) | Tim Pütz                    | 6–4, 6–4         |
| 5. | 9 settembre 2018  | Genoa Open Challenger, Genova (1)                   | Terra rossa | Dustin Brown                | 6–2, 6–1         |
| 6. | 8 settembre 2019  | Genoa Open Challenger, Genova (2)                   | Terra rossa | Alejandro Davidovich Fokina | 6–2, 4–6, 7–6(3) |

##### Finali Perse (5)
| Legenda                   |
| ------------------------- |
| Challenger (1)            |
| ITF World Tennis Tour (4) |

| N. | Data            | Torneo                               | Superficie    | Avversari in finale | Punteggio        |
| 1. | 31 maggio 2015  | F11 Italia, Lecco                    | Terra rossa   | Tommy Paul          | 1–6, 4–6         |
| 2. | 1 novembre 2015 | F33 Italia, Santa Margherita di Pula | Terra rossa   | Gianluca Mager      | 3–6, 3–6         |
| 3. | 22 ottobre 2017 | Ismaning Challenger, Ismaning        | Sintetico (i) | Yannick Hanfmann    | 4–6, 6–3, 5–7    |
| 4. | 29 ottobre 2017 | F35 Italia, Santa Margherita di Pula | Terra rossa   | Federico Gaio       | 6(4)–7, 6–2, 0–6 |
| 5. | 5 novembre 2017 | F36 Italia, Santa Margherita di Pula | Terra rossa   | Tomislav Brkić      | 5–7, 4–6         |

### Doppio

#### Vittorie (3)
| Legenda                   |
| ------------------------- |
| Challenger (1)            |
| ITF World Tennis Tour (2) |

| N. | Data              | Torneo                                            | Superficie    | Compagno         | Avversari in finale                  | Punteggio        |
| 1. | 12 settembre 2015 | F26 Italia, Santa Margherita di Pula              | Terra rossa   | Filippo Baldi    | Florian Fallert Demian Raab          | 6–3, 6–4         |
| 2. | 24 ottobre 2015   | F32 Italia, Santa Margherita di Pula              | Terra rossa   | Pietro Licciardi | Gianluca Di Nicola Gian Marco Moroni | 7–6 6–3          |
| 3. | 20 novembre 2017  | Internazionali di Tennis Castel del Monte, Andria | Sintetico (i) | Andrea Vavassori | Sander Arends Sander Gille           | 6–3, 3–6, [10–7] |

#### Finali perse (3)
| Legenda                   |
| ------------------------- |
| Challenger (0)            |
| ITF World Tennis Tour (3) |

| N. | Data              | Torneo                               | Superficie  | Compagno           | Avversari in finale               | Punteggio           |
| 1. | 28 marzo 2015     | Turkey F12, Adalia                   | Cemento     | Edoardo Eremin     | Matteo Berrettini Filippo Baldi   | 7–6(3), 2–6, [0–10] |
| 2. | 19 settembre 2015 | F27 Italia, Santa Margherita di Pula | Terra rossa | Julian Ocleppo     | Andrea Basso Francesco Moncagatto | 4–6, 7–6(8), [7–10] |
| 3. | 12 agosto 2017    | F25 Italia, Santa Margherita di Pula | Terra rossa | Gianluca Di Nicola | Gonzalo Oliveira David Pel        | 3–6, 2–6            |

## Risultati in progressione
| Sigla | Risultato               |
| ----- | ----------------------- |
| V     | Vincitore               |
| F     | Finalista               |
| SF    | Semifinalista           |
| O     | Oro olimpico            |
| A     | Argento olimpico        |
| SF    | Bronzo olimpico         |
| QF    | Quarti di Finale        |
| 4T    | Quarto turno            |
| 3T    | Terzo turno             |
| 2T    | Secondo turno           |
| 1T    | Primo turno             |
| RR    | Round Robin             |
| LQ    | Turno di qualificazione |
| A     | Assente                 |
| ND    | Non disputato           |

| Legenda superfici    |
| -------------------- |
| Cemento              |
| Terra battuta        |
| Erba                 |
| Superficie variabile |

### Singolare
| Tornei Grande Slam    |               |               |               |               |               |               |               |               |               |               |             |             |             |
| Australian Open       | A             | A             | 2T            | Q3            | 1T            | 2T            | 3T            | 2T            | 2T            | QF            | 0 / 7       | 10–7        | 59%         |
| Roland Garros         | A             | A             | Q2            | 1T            | 4T            | 1T            | 3T            | 4T            | 2T            | 1T            | 0 / 7       | 9–7         | 56%         |
| Wimbledon             | A             | A             | 1T            | 1T            | ND            | 4T            | 3T            | 1T            | 2T            | 4T            | 0 / 7       | 9–7         | 56%         |
| US Open               | A             | A             | 2T            | 2T            | 1T            | 1T            | 1T            | 2T            | 1T            |               | 0 / 6       | 3–7         | 30%         |
| Vittorie–Sconfitte    | 0–0           | 0–0           | 2–3           | 1–3           | 3–3           | 4–4           | 6–4           | 5–4           | 3–4           | 4–2           | 0 / 27      | 28–27       | 51%         |
| Nazionale             |               |               |               |               |               |               |               |               |               |               |             |             |             |
| Giochi Olimpici       | A             | Non disputati | Non disputati | Non disputati | Non disputati | 2T            | Non disputati | Non disputati | A             | ND            | 0 / 1       | 1–1         | 50%         |
| Coppa Davis           | A             | A             | A             | A             | ND            | QF            | SF            | V             | A             |               | 1 / 3       | 4–1         | 80%         |
| ATP Cup               | Non disputata | Non disputata | Non disputata | Non disputata | A             | A             | A             | Non disputata | Non disputata | Non disputata | 0 / 0       | 0–0         | –           |
| Vittorie-Sconfitte    | 0–0           | 0–0           | 0–0           | 0–0           | 0–0           | 3–2           | 2–0           | 0–0           | 0–0           |               | 1 / 4       | 5–2         | 71%         |
| ATP Tour Masters 1000 |               |               |               |               |               |               |               |               |               |               |             |             |             |
| Indian Wells          | A             | A             | A             | A             | ND            | 2T            | 2T            | 1T            | 2T            | 1T            | 0 / 5       | 3–5         | 38%         |
| Miami                 | A             | A             | A             | 2T            | ND            | 3T            | 2T            | 4T            | 1T            | 2T            | 0 / 6       | 8–6         | 57%         |
| Monte Carlo           | A             | A             | Q1            | QF            | ND            | 2T            | 2T            | 2T            | 3T            | 1T            | 0 / 6       | 7–6         | 54%         |
| Madrid                | A             | A             | A             | A             | ND            | A             | 1T            | 1T            | 2T            | 2T            | 0 / 4       | 2–4         | 33%         |
| Roma                  | 1T            | Q1            | 2T            | 1T            | 2T            | SF            | 1T            | 3T            | 1T            | 1T            | 0 / 9       | 8–9         | 47%         |
| Montréal/Toronto      | A             | A             | A             | A             | ND            | 1T            | A             | 1T            | 2T            | 3T            | 0 / 4       | 2–4         | 33%         |
| Cincinnati            | A             | A             | A             | 1T            | 1T            | 3T            | 1T            | 1T            | Q2            |               | 0 / 5       | 2–5         | 29%         |
| Shanghai              | A             | A             | A             | 1T            | Non disputato | Non disputato | Non disputato | 3T            | 1T            |               | 0 / 2       | 2–3         | 40%         |
| Parigi                | A             | A             | A             | Q1            | 2T            | 1T            | 1T            | Q1            | 2T            |               | 0 / 3       | 2–4         | 33%         |
| Vittorie–Sconfitte    | 0–1           | 0–0           | 1–1           | 4–5           | 2–3           | 9–7           | 1–7           | 9–8           | 4–8           | 2–5           | 0 / 45      | 32–45       | 42%         |
| Statistiche Carriera  |               |               |               |               |               |               |               |               |               |               |             |             |             |
|                       | 2016          | 2017          | 2018          | 2019          | 2020          | 2021          | 2022          | 2023          | 2024          | 2025          | Titoli      | V–S         | V %         |
| Tornei giocati        | 1             | 0             | 6             | 24            | 14            | 22            | 29            | 28            | 6             |               | 132         | 132         | 132         |
| Titoli                | 0             | 0             | 0             | 1             | 0             | 1             | 1             | 0             | 1             | 0             | 4           | 4           | 4           |
| Finali                | 0             | 0             | 0             | 1             | 1             | 2             | 1             | 0             | 1             | 0             | 6           | 6           | 6           |
| Cemento V–S           | 0–0           | 0–0           | 2–2           | 4–9           | 5–7           | 15–17         | 13–14         | 17–17         | 4–9           |               | 1 / 2       | 58–75       | 44%         |
| Terra V–S             | 0–1           | 0–0           | 3–3           | 11–12         | 7–7           | 9–4           | 8–11          | 7–6           | 4–7           |               | 1 / 1       | 49–51       | 49%         |
| Erba V–S              | 0–0           | 0–0           | 0–1           | 5–2           | 0–0           | 6–3           | 5–4           | 2–4           | 0–0           |               | 1 / 3       | 18–14       | 56%         |
| Totale V–S            | 0–1           | 0–0           | 5–6           | 20–23         | 12–14         | 30–24         | 26–29         | 29–29         | 20–29         | 11–16         | 153–171     | 153–171     | 153–171     |
| Vittorie %            | 0%            | –             | 45%           | 47%           | 46%           | 56%           | 47%           | 50%           | 41%           | 41%           | 47.22%      | 47.22%      | 47.22%      |
| Ranking fine anno     | 300           | 212           | 107           | 52            | 33            | 27            | 44            | 46            | 53            |               | 7 271 739 $ | 7 271 739 $ | 7 271 739 $ |

* I walkover ricevuti durante i tornei disputati non contano come vittorie.

## Testa a testa con altri giocatori

### Testa a testa con giocatori classificati top 10
Testa a testa di Sonego contro giocatori che si sono classificati nº10 o superiore nella classifica del ranking mondiale.
in grassetto i giocatori ancora in attività
| Giocatore                               | Periodo   | Incontri | Record | V%   | Cemento     | Erba      | Terra       | Ultimo incontro                                                  |
| --------------------------------------- | --------- | -------- | ------ | ---- | ----------- | --------- | ----------- | ---------------------------------------------------------------- |
| Giocatori classificati nº1 del ranking  |           |          |        |      |             |           |             |                                                                  |
| Carlos Alcaraz                          | 2021–2024 | 2        | 1–1    | 50%  | 1–1         | –         | –           | Perso (4–6, 7–6(3), 3–6, 6(3)–7) Australian Open 2024 2º Turno   |
| Novak Đoković                           | 2020–2021 | 2        | 1–1    | 50%  | 1–0         | –         | 0–1         | Perso (3–6, 7–6(5), 2–6) Roma 2021 Semifinale                    |
| Jannik Sinner                           | 2023–2024 | 5        | 0–5    | 0%   | 0–3         | 0–1       | 0–1         | Perso (0–6, 3–6) Madrid 2024 2º Turno                            |
| Andy Murray                             | 2023      | 2        | 0–2    | 0%   | 0–2         | –         | –           | Perso (6(3)–7, 0–6) Toronto 2023 1º Turno                        |
| Rafael Nadal                            | 2022      | 1        | 0–1    | 0%   | –           | 0–1       | –           | Perso (1–6, 2–6, 4–6) Wimbledon 2022 3º Turno                    |
| Roger Federer                           | 2019–2021 | 2        | 0–2    | 0%   | –           | 0–1       | 0–1         | Perso (5–7, 4–6, 2–6) Wimbledon 2021 4º Turno                    |
| Daniil Medvedev                         | 2023–2024 | 3        | 0–3    | 0%   | 0–2         | –         | 0–1         | Perso (6–3, 3–6, 3–6) Dubai 2024 2º Turno                        |
| Giocatori classificati nº2 del ranking  |           |          |        |      |             |           |             |                                                                  |
| Alexander Zverev                        | 2021–2024 | 4        | 0–4    | 0%   | 0–2         | 0–1       | 0–1         | Perso (4–6, 6(5)–7) Halle 2024 2º Turno                          |
| Casper Ruud                             | 2020–2024 | 5        | 0–5    | 0%   | 0–3         | –         | 0–2         | Perso (3–6, 6(3)–7) Stoccolma 2024 2º Turno                      |
| Giocatori classificati nº3 del ranking  |           |          |        |      |             |           |             |                                                                  |
| Dominic Thiem                           | 2019–2023 | 3        | 2–1    | 67%  | 1–0         | –         | 1–1         | Vinto (7–6(7), 6–2) Miami 2023 1º Turno                          |
| Stan Wawrinka                           | 2023–2024 | 2        | 1–1    | 50%  | 1–0         | –         | 0–1         | Vinto (6–4, 5–7, 7–5, 7–5) Australian Open 2024 1º Turno         |
| Grigor Dimitrov                         | 2024      | 1        | 0–1    | 0%   | 1–0         | –         | –           | Perso (6(4)–7, 3–6) Rotterdam 2024 1º Turno                      |
| Stefanos Tsitsipas                      | 2021–2023 | 3        | 0–3    | 0%   | 0–2         | –         | 0–1         | Perso (3–6, 6(3)–7) Roma 2023 3º Turno                           |
| Giocatori classificati nº4 del ranking  |           |          |        |      |             |           |             |                                                                  |
| Holger Rune                             | 2021–2022 | 2        | 0–2    | 0%   | 0–2         | –         | –           | Perso (7–6(1), 4–6, 3–6) Sofia 2022 2º Turno                     |
| Giocatori classificati nº5 del ranking  |           |          |        |      |             |           |             |                                                                  |
| Andrej Rublëv                           | 2020–2024 | 4        | 2–2    | 50%  | 0–2         | –         | 2–0         | Perso (6(3)–7, 5–7) Metz 2024 2º Turno                           |
| Taylor Fritz                            | 2018–2025 | 7        | 2–5    | 33%  | 0–4         | 0–1       | 2–0         | Perso (6(4)–7, 5–7) Cincinnati 2025 3º Turno                     |
| Kevin Anderson                          | 2021      | 1        | 0–1    | 0%   | 0–1         | –         | –           | Perso (6(7)–7, 6(3)–7) Indian Wells 2021 2º Turno                |
| Jo-Wilfried Tsonga                      | 2019      | 2        | 0–2    | 0%   | 0–1         | –         | 0–1         | Perso (3–6, 4–6) Anversa 2019 1º Turno                           |
| Giocatori classificati nº6 del ranking  |           |          |        |      |             |           |             |                                                                  |
| Gilles Simon                            | 2021–2022 | 2        | 2–0    | 100% | 1–0         | –         | 1–0         | Vinto (7–6(2), 6–4) Metz 2022 2º Turno                           |
| Gaël Monfils                            | 2019–2021 | 2        | 1–1    | 50%  | 0–1         | –         | 1–0         | Vinto (6–4, 5–7, 6–4) Roma 2021 1º Turno                         |
| Félix Auger-Aliassime                   | 2020–2024 | 4        | 2–2    | 50%  | 1–1         | –         | 1–1         | Vinto (6–4, 7–5) Monte Carlo 2024 2º Turno                       |
| Matteo Berrettini                       | 2022–2024 | 4        | 1–3    | 25%  | –           | 1–2       | 0–1         | Perso (3–6, 6(5)–7) Marrakech 2024 Quarti di finale              |
| Alex de Minaur                          | 2020–2022 | 3        | 0–3    | 0%   | 0–1         | 0–2       | –           | Perso (6(3)–4, 2–6) Eastbourne 2022 2º Turno                     |
| Giocatori classificati nº7 del ranking  |           |          |        |      |             |           |             |                                                                  |
| Fernando Verdasco                       | 2018–2022 | 3        | 2–1    | 67%  | –           | –         | 2–1         | Vinto (6–4, 7–6(4)) Buenos Aires 2022 Quarti di finale           |
| Richard Gasquet                         | 2018–2024 | 3        | 2–1    | 67%  | 0–1         | –         | 2–0         | Vinto (6–2, 7–5) Madrid 2024 1º Turno                            |
| David Goffin                            | 2021–2024 | 2        | 1–1    | 50%  | 1–1         | –         | –           | Vinto (6–3, 6–2) Winston-Salem 2024 Semifinale                   |
| Giocatori classificati nº8 del ranking  |           |          |        |      |             |           |             |                                                                  |
| Cameron Norrie                          | 2019–2025 | 3        | 1–2    | 33%  | 0–2         | –         | 1–0         | Perso (2–6, 6–4, 1–6) Hong Kong 2025 2º Turno                    |
| Karen Chačanov                          | 2018–2023 | 4        | 1–3    | 25%  | 0–2         | –         | 1–1         | Perso (6–1, 6–4, 6(7)–7, 1–6) Open di Francia 2023 4º Turno      |
| John Isner                              | 2019      | 1        | 0–1    | 0%   | 0–1         | –         | –           | Perso (6(2)–7, 6(7)–7) Miami 2019 2º Turno                       |
| Diego Schwartzman                       | 2020–2022 | 2        | 0–2    | 0%   | –           | –         | 0–2         | Perso (5–7, 6–3, 2–6) Buenos Aires 2022 Semifinale               |
| Giocatori classificati nº9 del ranking  |           |          |        |      |             |           |             |                                                                  |
| Hubert Hurkacz                          | 2018–2023 | 5        | 3–2    | 60%  | 2–2         | –         | 1–0         | Perso (6–3, 6(3)–7, 6–2, 3–6, 3–6) Australian Open 2023 2º Turno |
| Fabio Fognini                           | 2023      | 1        | 0–1    | 0%   | 0–1         | –         | –           | Perso (1–6, 2–6) Metz 2023 Quarti di finale                      |
| Giocatori classificati nº10 del ranking |           |          |        |      |             |           |             |                                                                  |
| Frances Tiafoe                          | 2022–2023 | 4        | 3–1    | 75%  | 3–1         | –         | –           | Vinto (2–6, 6–2, 6–3) Shanghai 2023 2º Turno                     |
| Denis Shapovalov                        | 2022–2024 | 3        | 1–2    | 33%  | 1–1         | –         | 0–1         | Perso (6(5)–7, 6(8)–7) Shanghai 2024 1º Turno                    |
| Pablo Carreño Busta                     | 2019–2022 | 3        | 1–2    | 33%  | 1–1         | –         | 0–1         | Perso (2–6, 7–5, 2–6) Barcellona 2022 3º Turno                   |
| Lucas Pouille                           | 2019      | 1        | 0–1    | 0%   | 0–1         | –         | –           | Perso (6–4, 6–3) Metz 2019 2º Turno                              |
| Totale                                  | 2019–2025 | 100      | 30–70  | 30%  | 15–41 (27%) | 1–9 (10%) | 15–19 (44%) | * Statistiche aggiornate al 20 gennaio 2025.                     |

### Vittorie contro giocatori top 10
| Anno     | 2016 | 2017 | 2018 | 2019 | 2020 | 2021 | 2022 | 2023 | 2024 | Totale |
| -------- | ---- | ---- | ---- | ---- | ---- | ---- | ---- | ---- | ---- | ------ |
| Vittorie | 0    | 0    | 0    | 0    | 1    | 2    | 1    | 2    | 0    | 6      |

| #    | Giocatore             | Rank | Evento                            | Superficie  | Turno | Punteggio                  |
| ---- | --------------------- | ---- | --------------------------------- | ----------- | ----- | -------------------------- |
| 2020 |                       |      |                                   |             |       |                            |
| 1.   | Novak Đoković         | 1    | Vienna Open, Vienna               | Cemento (i) | QF    | 6–2, 6–1                   |
| 2021 |                       |      |                                   |             |       |                            |
| 2.   | Dominic Thiem         | 4    | Internazionali d'Italia, Roma     | Terra rossa | 3T    | 6–4, 6(5)–7, 7–6(5)        |
| 3.   | Andrej Rublëv         | 7    | Internazionali d'Italia, Roma     | Terra rossa | QF    | 3–6, 6–4, 6–3              |
| 2022 |                       |      |                                   |             |       |                            |
| 4.   | Hubert Hurkacz        | 10   | Moselle Open, Metz                | Cemento (i) | SF    | 7–6(5), 6–4                |
| 2023 |                       |      |                                   |             |       |                            |
| 5.   | Félix Auger-Aliassime | 9    | Dubai Tennis Championships, Dubai | Cemento     | 2T    | 7–6(4), 6–4                |
| 6.   | Andrej Rublëv (2)     | 7    | Roland Garros, Parigi             | Terra rossa | 3T    | 5–7, 0–6, 6–3, 7–6(5), 6–3 |